# Fresnadillo
Fresnadillo es una localidad española perteneciente al municipio de Bermillo de Sayago, en la provincia de Zamora, y la comunidad autónoma de Castilla y León.
Su término pertenece a la histórica y tradicional comarca de Sayago. Junto con las localidades Fadón, Bermillo, Gáname, Piñuel, Torrefrades, Villamor de Cadozos y Villamor de la Ladre, conforma el municipio de Bermillo de Sayago.

## Topónimo
El topónimo Fresnadillo es uno de los ejemplos de vacilación en el grado de apertura de vocales cuando adquieren condición de átonas por traslado del acento, dado que la forma esperable de este lugar sayagués sería Fresnedillo, en clara referencia al árbol del fresno.
La referencia etimológica a árboles y plantas es algo que ocurre frecuentemente en la denominación de muchos pueblos sayagueses (Carbellino del carballo o roble; Luelmo del olmo; Fresno y Fresnadillo del fresno;  Salce del sauce; Almeida del álamo; Moral de Sayago, Moralina y Moraleja del moral, Figueruela de la higuera, Sogo del saúco, ...). Podría ser la seña identificativa de algunos de los poblamientos celtas en la ribera norte del Tormes. Tal teoría podría ser discutible en algunos de los topónimos mencionados, al ser posible otras opciones sin base vegetal.

## Historia
El Villar, Carro Moral y Las Curetas son despoblados en los que se han encontrado restos neolíticos, restos de cerámica romana, molinos redondos y estelas que se guardan en el Museo Provincial.
En la Edad Media, Fresnadillo quedó integrado en el Reino de León, época en que habría sido repoblado por sus monarcas en el contexto de las repoblaciones llevadas a cabo en Sayago.
Posteriormente, en la Edad Moderna, Fresnadillo estuvo integrado en el partido de Sayago de la provincia de Zamora, tal y como reflejaba en 1773 Tomás López en Mapa de la Provincia de Zamora.
Así, al reestructurarse las provincias y crearse las actuales en 1833, la localidad se mantuvo en la provincia zamorana, dentro de la Región Leonesa, integrándose en 1834 en el partido judicial de Bermillo de Sayago, dependencia que se prolongó hasta 1983, cuando fue suprimido el mismo e integrado en el Partido Judicial de Zamora.

## Patrimonio
La Iglesia, orgullo de la vecindad que la salvó de una presunta venta, guarda  varias imágenes barrocas y un Santiago a caballo que es el titular de la parroquia. Frente a ella, un negrillo nos muestra sus centenarias entrañas. La morera, hermosa e imponente, parece recordar tiempos pasados de discrepancias y acuerdos. Fuente Concejo es llamativa por su curiosa bóveda ojival formada por cinco piezas de piedra labrada en cuyo frontal, una fecha, 1801, puede referirse a la de alguna reparación. Próximo se encuentra El Pozo, del que algunos vecinos atestiguan su ascendencia árabe.